# Công viên Cổng Vàng

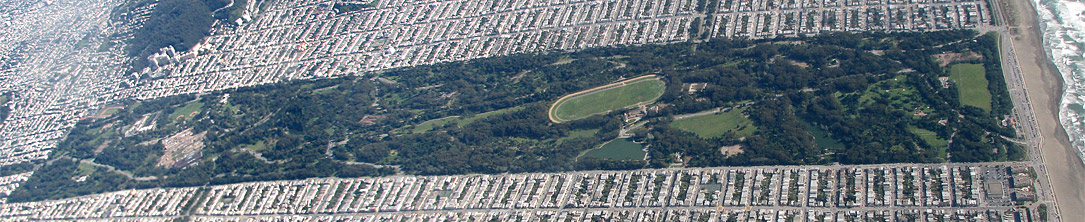
Công viên Cổng Vàng nhìn từ trên cao

Công viên Cổng Vàng là một công viên đô thị ở thành phố San Francisco, tiểu bang California của Hoa Kỳ. Công viên có hình chữ nhật, rộng 4,1 km², có hình dạng như Central Park ở Thành phố New York nhưng lại rộng hơn 0,7 km². Đây là công viên đô thị được nhiều người tham quan đông thứ 3 châu Mỹ. Công viên này bắt đầu được triển khai từ năm 1870, do kỹ sư William Hammon Hall (cũng là người thiết kế hệ thống phức hợ kiểm soát lũ ở Thung lũng Sacramento) thiết kế với sự trợ giúp của một chuyên gia thiết kế vườn là một người Scotland tên Jonh Mc Lauren. Scotland là quê hương của nhiều người thiết kế vườn nổi tiếng. Khu vực xây công viên là một vùng đất xấu ven biển có nhiều cồn cát. Trong công viên có vườn trà Nhật Bản ở Công viên Cổng Vàng và Nhà kính trồng hoa Công viên Cổng Vàng.